# Отурин, Павел Иванович
Па́вел Ива́нович Оту́рин (1908—1969) — советский архитектор, председатель Сталинского горисполкома.

## Биография
Родился 31 мая 1908 года[по какому календарю?] в деревне Мальцево.
С 1926 года работал счетоводом. В 1933 году приехал в Сталинск (ныне Новокузнецк) после окончания Ленинградского института инженеров промышленного строительства. C 1934 по 1936 работал главным архитектором проектного отдела КМК. С 1941 по 1959 год работал главным архитектором Сталинска. При нём был принят генеральный план города. Застраивались улицы Кирова, Бардина, Металлургов. С 1957 по 1963 годы был председателем Новокузнецкого горисполкома.
В 1963 году защитил кандидатскую диссертацию по архитектуре по теме «Планировка и застройка города Новокузнецка». Заведовал кафедрой промышленного и гражданского строительства в Сибирском металлургическом институте. Он стал первым из городских архитекторов членом-корреспондентом Академии строительства и архитектуры СССР, возглавив Западно-Сибирский филиал академии. С 1963 года возглавлял Сибирский зональный научно-исследовательский и проектный институт типового и экспериментального проектирования жилых и общественных зданий Госгражданстроя. Был главным архитектором Новосибирска.
Умер в 1969 году.

## Награды
- орден Трудового Красного Знамени
- медаль «За доблестный труд»
- медаль «За освоение целинных и залежных земель»

## Сочинения
- «Проблемы ансамблевого строительства в городе Сталинске» (Архитектура и строительство. 1953. № 8. С. 15-21).